# Raad voor Onderscheiding en Eerbetoon
De Raad voor Onderscheiding en Eerbetoon werd op voorstel van de minister van Buitenlandse Zaken mr. E.N. van Kleffens op 10 juli 1945 ingesteld om het kabinet te ontlasten. Na de bevrijding speelde de Raad een rol, onder andere bij de instelling van het Verzetskruis.
De leden waren:
- prof. ir. W. Schemerhorn
- dr. L.J.M. Beel
- J.M. de Booy
- mr. E.N. van Kleffens
- prof. dr. P. Lieftinck
- mr. J. Meynen
- generaal-majoor mr.H.J. Kruls, Chef van de staf van het Militair Gezag
(in Nederland was vlak na de bevrijding nog geen burgerlijk bestuur)

De Raad besloot op voordracht van de Rotterdamse zakenman D.G. van Beuningen om de voormalige Engelse premier Winston Spencer Churchill een 17e-eeuws doosje van schildpad gevuld met de in Nederlandse archieven bewaarde brieven van de Hertog van Marlborough te schenken. Churchill werd ook het Grootkruis in de Orde van de Nederlandse Leeuw verleend.
De Raad besloot ook dat er op de verjaardag van koningin Wilhelmina op 31 augustus 1945 geen lintjesregen zo zijn. Eerst moesten de onderscheidingen voor het Nederlandse verzet geregeld worden. De Raad besprak ook een mogelijke hervorming van het stelsel van ridderorden.
Het kabinet wist na de oorlog geen koers te bepalen waar het onderscheidingen aanging; binnen een jaar na de bevrijding bestonden er naast elkaar een Raad voor Onderscheiding en Eerbetoon, een Kapittel voor de Militaire Willems-Orde, een Interdepartementale Commissie voor onderscheidingen en was ook het College van Secretarissen-Generaal met onderscheidingen belast.
De Raad voor Onderscheiding en Eerbetoon werd op 20 december 1945 ontbonden en vervangen door de herstelde vooroorlogse "decoratiecommissie uit de Raad van Ministers". 